# TREŽ 1–4
Die Nummerierung TREŽ 1-4 bezeichnet die elektrischen Triebwagen der Schmalspurbahn Trenčianska Teplá–Trenčianske Teplice, die zu den ersten Wagen der elektrisch betriebenen Schmalspurbahn gehörten.

## Geschichte
1909 wurden von der Gesellschaft der Schmalspurbahn Trenčianska Teplá–Trenčianske Teplice drei elektrische Wagen beschafft, die später von den ČSD als Reihe M 24.001–003 bezeichnet wurden. 1911 wurde ein vierter Wagen hinzugekauft, der in den Abmessungen geringe Abweichungen hatte. Er wurde als M 24.004 bezeichnet.
Die Triebwagen waren bis Anfang der 1950er Jahre auf ihrer Stammstrecke im Einsatz, bis sie 1951 durch neu beschaffte Triebwagen der ČSD-Baureihe EMU 46.0 (heute: Reihe 411.9) ersetzt wurden.
Der M 24.004 wurde zuerst nach 1951 ausgemustert. M 24.002 und M 24.003 wurden 1958 an den staatlichen Forstbetrieb verkauft, der sie auf der Waldbahn Ľubochňa weiter einsetzte. Wagen M 24.003 blieb nach der Einstellung des Waldbahnbetriebes im Jahr 1966 museal erhalten und ist im Depot Brno-Lišeň des Technischen Museums in Brünn hinterstellt.

## Technische Merkmale
Die Wagen waren eine typische Straßenbahnkonstruktion der damaligen Zeit.
Er wurde gesteuert von mit fünf Fahrstufen in Serie oder vier Fahrstufen parallel gesteuerten Traktionsmotoren. Als Bremsen besaß er eine elektrische Widerstandsbremse und eine Handbremse.
Der Wagenkasten hatte ein Fassungsvermögen von 24 Sitzplätzen und war elektrisch beheizt. Die Beleuchtung des gesamten Fahrzeuges erfolgte über die Oberleitung; die Glühlampen von 150 V waren in Reihe geschaltet.